# FABULOUS RIDE
FABULOUS RIDE（ファビュラス・ライド）は、2013年4月1日から2018年3月29日までZIP-FMで放送されていたラジオ番組。

## 概要
MEGURUがミュージックナビゲーターを務める、平日夜の音楽情報番組。最新のニュース・娯楽・スポーツ・ファッション・グルメなど、多様なジャンルの「旬」に焦点を絞り、最新トレンド情報を洋邦の最新ヒットソングと共に届けるというものである。

## 放送・配信時間
いずれもJST。
ラジオ
- ZIP-FM 月曜 - 木曜 19:00 - 21:00（2016年10月 - 2018年3月）

インターネット配信
- AbemaRADIO 月曜 - 木曜 19:00 - 21:00（2017年12月 - 2018年3月）

### 過去の放送時間
ラジオ
- ZIP-FM
  - 月曜 - 木曜 19:00 - 20:50（2013年4月 - 2016年9月）

## 出演者

### ミュージックナビゲーター
- MEGURU

## 主なコーナー
- 19:27 - RADIO SHOPPING PREMIERE
- 19:40 - ゲストコーナー
- 20:25
  - (水曜) - DJ MEGURU'S NON-STOP MIX!
  - (木曜) - In Da Tip